# Monte Mongioie
Le Monte Mongioie est un sommet des Alpes ligures qui s'élève à 2 630 ou 2 631 m d'altitude, dans le Sud du Piémont, en territoire italien. Il est le deuxième plus haut sommet du massif après la pointe Marguareis, qui se situe à l'ouest.

## Toponymie
Dans le passé, la montagne était aussi connue sous le nom de Cima Rascaira, qui est le nom officiel qui apparaît dans le royaume de Sardaigne en 1852. L'orthographe Raschera a également été utilisée.

## Géographie
Le sommet est situé à la jonction des territoires municipaux d'Ormea et de Roccaforte Mondovì. Il est situé sur la limite entre les bassins versants du Tanaro, de l'Ellero et du Corsaglia. Du sommet se séparent trois crêtes principales :
- la crête sud-ouest continue vers les rocche del Garbo, avec des parois assez raides du côté du val Tanaro et une pente plus régulière du côté de la vallée de l’Ellero ;
- l'arête est s'oriente vers le passo del Bocchino dell'Aseo et la cima Revelli ;
- la crête nord continue vers la cima della Brignola puis descend vers la plaine.

Le dièdre entre les crêtes est et nord se caractérise par des parois abruptes.
La partie supérieure et la partie occidentale sont constituées de marbre et de calcaire du Jurassique. Le calcaire est également composé de dolomies du Trias, grisâtres, localisées dans une bande orientée nord-sud qui passe à la Bocchino dell'Aseo. Sur les parois près du sommet et sur la crête sud-ouest, on trouve des calcaires schisteux noirâtres, des dolomies grises à grains fins et des schistes rouges et jaunes.
En raison de sa position favorable, on peut profiter d'une vue imprenable sur les Alpes occidentales depuis le sommet.

## Chemins d'accès
La voie normale est un chemin de randonnée coté E ou même EE (Excursion Expert). On peut monter au sommet à partir de Viozene (frazione d'Ormea) en haute vallée du Tanaro. De Viozene, on atteint le Pian Rosso, où se trouve le refuge Mongioie (it) (1 555 m) ; on continue ensuite jusqu'au pian dell'Olio, puis jusqu'au bocchino dell'Aseo, sur le bassin versant du Tanaro-Corsaglia. De là, on accède à la crête est puis au sommet.
La descente peut s'effectuer par la crête sud-est, qui, cependant, présente un parcours plus difficile.